# 박석무
박석무(朴錫武, 1942년 9월 15일 ~ )는 대한민국의 정치인이다. 제13·14대 국회의원을 지냈다. 본관은 무안.

## 학력
- 광주고등학교 졸업
- 전남대학교 법과대학 법학 학사
- 전남대학교 대학원 법학 석사

## 경력
- 광주석산고등학교 교사
- 광주대동고등학교 교사
- 한중고문연구소장
- 제13·14대 국회의원
- 대동문화연구회 이사장
- 한국학술진흥재단 이사장
- 상지대학교 상지학원 이사
- 유네스코 한국위원회 위원
- 5·18기념재단 이사장
- 제21대 단국대학교 이사장
- 초대 한국고전번역원장
- 단국대학교 석좌교수
- 성균관대학교 석좌교수
- 다산연구소 이사장
- 우석대학교 석좌교수

## 역대 선거 결과
|  | 72.34% |

|  | 60.23% |

|  | 11.75% |

## 같이 보기
- 무안군 (1988년 선거구)
- 무안군의 국회의원